# Estafeta Carga Aérea
Estafeta Carga Aérea è una compagnia aerea cargo messicana con sede a San Luis Potosí mentre il suo hub principale è l'aeroporto Internazionale di San Luis Potosí.

## Storia
La compagnia aerea venne fondata il 9 febbraio 2000 e iniziò le operazioni il 2 novembre 2000 con servizi di trasporto merci nazionale, ai quali ha aggiunto servizi internazionali nel gennaio 2002. È interamente di proprietà del Gruppo Estafeta ed aveva 174 dipendenti a marzo 2007.

## Flotta

### Flotta attuale

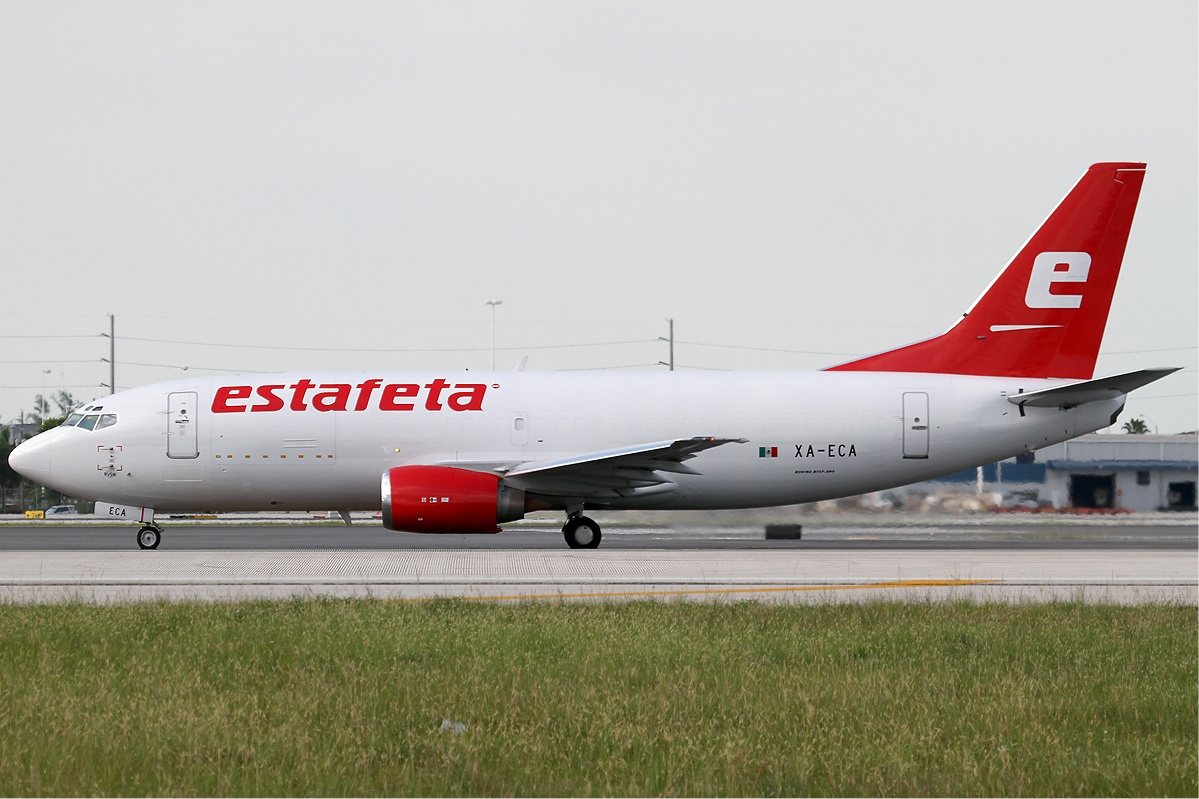
Un Boeing 737-300 di Estafeta Carga Aérea.

A maggio 2023 la flotta di Estafeta Carga Aérea è così composta:

### Flotta storica
Estafeta Carga Aérea operava in precedenza con i seguenti aeromobili: